# Due grosse lacrime bianche
Chansons représentant l'Italie au Concours Eurovision de la chanson
Marianne
(1968) Occhi di ragazza
(1970)
Singles de Iva Zanicchi
Zingara
(1969) Un bacio sulla fronte
(1969)
Due grosse lacrime bianche (« Deux grosses larmes blanches ») est une chanson d'Iva Zanicchi, sortie en 45 tours en 1969. C'est la chanson représentant l'Italie au Concours Eurovision de la chanson 1969.
Iva Zanicchi a également enregistré la chanson dans une version en allemand.

## À l'Eurovision

### Sélection
La chanson Due grosse lacrime bianche, interprétée par Iva Zanicchi, est sélectionnée en interne début 1969 par la Radiotelevisione Italiana, pour représenter l'Italie au Concours Eurovision de la chanson 1969 le 29 mars à Madrid.

### À Madrid
La chanson est intégralement interprétée en italien, langue officielle de l'Italie, comme l'impose la règle de 1966 à 1972. L'orchestre est dirigé par Ezio Leoni (it).
Due grosse lacrime bianche est la sixième chanson interprétée lors de la soirée du concours, suivant The Wages of Love de Muriel Day pour l'Irlande et précédant Boom Bang-a-Bang — l'une des quatre chansons gagnantes de 1969 par la suite — de Lulu pour le Royaume-Uni.
À l'issue du vote, elle obtient 5 points, se classant 13e — à égalité avec Pozdrav svijetu d'Ivan & 3M pour la Yougoslavie — sur 16 chansons,.

## Liste des titres
| A. | Due grosse lacrime bianche | Claudio Daiano (it), Piero Soffici (it) | 2:37 |
| B. | Tienimi con te             | Antonio Cocco, Ezio Leoni (it)          | 2:30 |

## Historique de sortie
| Pays    | Date      | Format   | Label   |
| ------- | --------- | -------- | ------- |
| Espagne | mars 1969 | 45 tours | Marfer  |
| France  | mars 1969 | 45 tours | Fontana |
| Italie, | mars 1969 | 45 tours | Rifi    |